# Mon cœur, mon amour
Singles de Anaïs
Christina
Pistes de The Cheap Show
Même si la vie c'pas du foie gras Elle sort qu'avec des blacks
Mon cœur, mon amour est le premier extrait de l'album d'Anaïs, The Cheap Show.  
Dans cette chanson, la chanteuse se moque de la mièvrerie des couples, qu'elle hait car ils lui rappellent sa solitude.
Elle l'a interprétée au 178e numéro de Taratata, tourné en 2005 le 27 septembre et diffusé le 8 décembre.
Alors que sa tournée était un véritable succès, après sa nomination aux Victoires de la musique, l'album fut réédité et une version réenregistrée de Mon cœur, mon amour fut proposée en single, accompagné d'un clip où on la voit jouer au tennis. 
Finalement, le titre se classa 17e des meilleures ventes de singles en France en 2006[réf. nécessaire].